# Дятел Віталій Опанасович
Дятел Віталій Опанасович (рос. Дятел Виталий Афанасьевич) — радянський державний та політичний діяч, голова Магаданського обласного виконавчого комітету. Депутат Верховної Ради РРФСР 10-го та 11-го скликання.

## Життєпис
Народився 18 червня 1932 року у місті Конотоп, Київська область (нині Сумська область, Україна) УРСР, СРСР.

## Освіта
За життя здобув вищу будівельну освіту та партійну.
- 1952 р. закінчив Ворошиловградський будівельний технікум.
- 1954 р. закінчив Харківський інженерно будівельний інститут.
- 1974 р. — заочно, закінчив Хабаровську Вищу партійну школу при ЦК КПРС.

## Трудова та політична кар'єра
Трудову, громадську та політичну діяльність розпочав підчас навчання токарем на паровозобудівному заводі міста Ворошиловград (нині місто Луганськ, Україна) вже у 1947 році.
Після закінчення інституту, у 1954 році - працював майстром, виконробом у СМУ-4 міста Алма-Ати, Казахтанської РСР.
До Магаданської області прибув у 1955 році.  Працював виконробом, начальником дільниці, головним інженером на будівництві Іультинського гірничо-збагачувального комбінату Магаданського раднаргоспу.  Потім працював у системі об'єднань «Сєверовостокзолото» та «Сєверовостокбуд».
Був членом бюро Магаданського обкому КПРС. Обирався депутатом міської та обласної Ради депутатів трудящих:
- з 1970 по 1974 р.р. був заступником голови Магаданського облвиконкому
- з 18 січня 1974 р. по 17 вересня 1979 р. першим секретарем Магаданського міськкому КПРС
- з 1979 по 1987 р.р. - голова Магаданського обкому КПРС[1]

У 1979 р. та у 1984 р. обирався депутатом Верховної Ради РРФСР 10-го й 11-го скликання від Магаданской області.
Вийшов на пенсію у 1989 році.

## Нагороди
Нагороджений орденом Трудового Червоного Прапора та медалями «За трудову доблесть», «За трудову відзнаку», «За доблесну працю на ознаменування 100-річчя від дня народження В. І. Леніна».

## Смерть
Помер у 1996 році у Москві де мешкав останні роки.